# Dvorec Manuc Beya
Dvorec Manuc Beya (izgovorjava: Manuk bej)  (romunsko Conacul lui Manuc Bei ali Manuc Bey, redkeje Conacul Mirzoian, uradno: zgodovinsko-arhitekturni kompleks Manuk Bej,  iz romunskega Complexul istorico-arhitectural Manuc Bey ) je sodobna palača, ki se nahaja v mestu Hânceşti v osrednjem zahodnem delu Moldavije. Bila je rezidenca Manuk beja. Sestavljena je iz večjega stavbnega kompleksa: Manukove palače (Palatul Princiar), oskrbnikove hiše, lovskega dvora grofice Çadır, stražnega stolpa in drugih zgradb.

## Lokacija in struktura
Palača se nahaja v južnem delu mesta na severnem pobočju hriba na robu parka. Od vhoda vodi drevored do same graščine. Zaradi naklona lokacije lahko od zgoraj vidite samo dve nadstropji. Grad je zasnovan v duhu francoskega klasicizma z velikimi okni in ložami. Notranje stene do terase so bile okrašene s freskami in z nišami za kipe. Tudi same niše so bile polepšane s freskami. Zgradba palače je bila obdana z obzidjem, ki je bilo porušeno v poznih petdesetih letih prejšnjega stoletja. Vsi deli grajskih zgradb naj bi bili s palačo povezani s steklenimi galerijami.
Strope je poslikal Armenec Hovhannes Aiwasjan, ki je bil takrat na obisku pri bratu v Kišinjevu. Slike se niso ohranile. Aivazjan je pozneje zaslovel kot marinist pod imenom Ivan Aivazovski.

## Zgodovina

### Gradnja v Besarabiji
Po koncu rusko-turške vojne 1806–1812 je diplomat in trgovec armenskega porekla Manuc Bey zapustil Bukarešto in svojim zaupnikom zaupal nadaljevanje svojih poslov. Najprej se je preselil v Sibiu in po letu 1815 v Kišinjev v Besarabski guberniji takratnega Ruskega cesarstva, kjer je za 300.000 zlatih lejev pridobil posestvo Hancești. Manuc Bey je umrl 20. junija 1817 po padcu s konja. Po drugem viru naj bi ga Osmani zastrupili iz maščevanja. Pokopan je na verandi armenske cerkve v Kišinjevu.
Graščino je začel graditi njegov sin Murat (Ivan), nadaljeval in dokončno dokončal njegov nečak Grigore (Gregor) od 1858 do 1861. Nasledniki Manuk beja so zgradili grad v francoskem slogu z zimskim vrtom, stražnimi stolpi in velikim grajskim parkom. Leta 1881 je slavni arhitekt Alexander Bernardazzi zasnoval in zgradil lovsko kočo (tudi Castelul Vânătoresc). Leta 1823 naj bi kraj obiskal Aleksander Puškin med svojim izgnanstvom.

### Sovjetska doba
Po drugi svetovni vojni je dvorec upravljala sovjetska oblast. Na posestvu je bila sprva šola za strojništvo, nato srednja politehnična šola. Obzidje okoli celotne graščine je bilo porušeno v poznih petdesetih letih prejšnjega stoletja. Do srede osemdesetih let je bil Arhitekturni kompleks še v zadovoljivem stanju. Potres leta 1986 v mestu Vrancea je palačo tako močno poškodoval, da je bila večina zgradb v nevarnosti, da se zrušijo ali ostanejo v ruševinah. Za šolo so zgradili novo stavbo in grad je začel hitro propadati. Lovski dvor je bil v veliki meri še ohranjen. Zato so lahko tam od leta 1979 odprli pokrajinski etnografski muzej.

### Kulturni spomenik Republike Moldavije
Leta 1993 je dvorec dobil status moldavskega kulturnega spomenika. Leta 2011 je bilo posestvo ograjeno z betonskim zidom, vendar je bilo vseeno enostavno prodreti na lokacijo. Palača je bila močno poškodovana, predvsem fasada. Enako je veljalo za oskrbnikovo hišo in hišo Ioniță Iamandis. Takrat je bil arhitekturni spomenik le krajina ruševin.

### Prenova
V začetku sedemdesetih let se je začela obnova lovskega dvora, ki je kasneje postal zgodovinski in etnografski muzej. Ima več kot 20.000 eksponatov v več sobah, od katerih je vsaka posvečena različnim temam. V pritličju so predmeti iz obdobja Moldavske SSR, nekaj stvari o Grigoriju Kotovskem, pa tudi tradicionalne noše iz srednjega veka.
V letu 2012 so nadaljnje propadanje zaustavili s krovskimi deli. Oktobra 2013 so bila zagotovljena sredstva za obnovo in prenovo celotnega zgodovinskega kompleksa. Projekt je bil izveden v letih 2014 in 2015 in je v prenovo vključil skupno devet objektov: dvonadstropno palačo, grofičino poslopje, lovski dvor, oskrbnikovo hišo, stražni stolp, armensko cerkev, arteški vodnjak, hleve in podzemne galerije.
Restavriranje je bilo izvedeno na podlagi izvirnih risb in skic, najdenih v Sankt Peterburgu. Evropska unija je za obnovo zagotovila nekaj manj kot 2,2 milijona evrov, nadaljnjih 10 % pa je sam financiral okrožni svet Hînceşti. Agencija za regionalni razvoj Središča Republike Moldavije je zagotovila 23,5 milijona lejev za obnovo dveh drugih stavb v kompleksu Manuk bej: Casa Ioniță Iamandi in Casa Vechilului . 
Notranjost, ki je bila delno obnovljena, temelji na bolj baročni notranjosti stare opreme družine Manuk beja. Od starega grajskega parka, ki je prej obsegal skoraj 10 ha, je ohranjenih le okoli 3 ha. Glavni vhod v palačo je bil prejšnji vhod v ogradi z vzhodne strani.

### Galerija slik
- Kompleks pred prenovo
- Palača leta 1945
- Palača pred prenovo 2013
- Lovski dvor 2013
- Hiša Ioniță Imandi leta 2013
- Strešniki izvirajo iz Francije
- Ruševine stražnega stolpa leta 2012

- Kompleks po prenovi
- Obnovljena fasada 2020
- Ponovna otvoritev in dan odprtih vrat decembra 2015
- Obnovljen lovski dvor 2014
- Oskrbnikova hiša novembra 2015
- Obnovljena notranjost oktobra 2016
- Del nove notranjosti